# Wereldkampioenschap wegrace 1974
Het wereldkampioenschap wegrace seizoen 1974 was het 26e in de geschiedenis van het door de FIM georganiseerde wereldkampioenschap wegrace.

## Algemeen

### FIM
Al tijdens het FIM-congres van 1973 was besloten dat vanaf 1974 de circuits gekeurd zouden worden door FIM-stewarts en coureurs, waarbij de bevindingen ook gedocumenteerd zouden worden zodat ze bij toekomstige meningsverschillen gebruikt konden worden. De FIM wees de coureurs ook op hun verantwoordelijkheid om fit aan de start te verschijnen. Het gebeurde nogal eens dat rijders startten nadat ze de hele nacht gesleuteld hadden.
De FIM hield in 1974 vast aan een maximum aantal van tien races per klasse. Dit werd ook voor alle soloklassen ingevuld, maar de zijspanklasse kreeg slechts acht wedstrijden. 

### Merken/teams
Giacomo Agostini tekende eind 1973 een contract bij Yamaha, dat hem de kans gaf ook in de Daytona 200 uit te komen. Agostini gaf zelf aan dat dit de belangrijkste reden was en dat hij zelfs aan MV Agusta-teamleider Corrado Agusta had gevraagd alleen voor die race op een ander merk te mogen starten. De sfeer tussen de MV Agusta-teamgenoten Agostini en Read was eind 1973 al om te snijden, en het feit dat Read een lucratief contract voor 1974 had gekregen zat Agostini ook niet lekker. Phil Read vond dat hij steun van een tweede rijder nodig had en had een voorkeur voor Dieter Braun. MV Agusta moest echter ook iemand hebben voor het Italiaanse kampioenschap en daarom werd het uiteindelijk Gianfranco Bonera. 
MV Agusta kwam in de 350cc-klasse enkele malen aan de start, maar verscheen niet meer in de vierde race, de GP des Nations. Men achtte de MV Agusta 350 4C kansloos en een nieuwe machine, die in ontwikkeling was, was nog lang niet klaar.
Yamaha trok nog meer rijders aan, die soms direct, soms via de importeurs gesteund werden, zoals Teuvo Länsivuori, Dieter Braun, John Dodds en Bruno Kneubühler.
Harley-Davidson trok Walter Villa aan als opvolger van de overleden Renzo Pasolini. 
Suzuki kwam na jaren terug in het wereldkampioenschap wegrace, maar nu in de zwaarste klasse. Men trok Barry Sheene en Paul Smart aan om met de Suzuki RG 500 viercilinder te rijden. 
Het plotselinge vertrek van Ángel Nieto naar Derbi stelde het team van Morbidelli voor een probleem. Men moest weken voor aanvang van het seizoen op zoek naar een coureur. Börje Jansson was een droomkandidaat, maar die kwam niet terug op zijn besluit om te stoppen. In april werd gemeld dat Rolf Minhoff de nieuwe rijder zou worden, maar uiteindelijk reed Paolo Pileri een teleurstellend seizoen op de 125cc-Morbidelli. Andersom reageerde Derbi positief op de wens van Nieto om terug te keren, maar dat merk moest nu haastig nieuwe fabrieksracers voor de 50-, 125- en 250cc-klasse gaan bouwen.
Hoewel Jan Bruins al in 1973 wilde stoppen met racen, trad hij toch aan met de nieuwe monocoque Jamathi. Hij hoefde zelf geen ontwikkelingswerk meer te doen en omdat hij een goede sponsor vond kon Jan Thiel nu fulltime aan de Jamathi werken, gesteund door Martin Mijwaart en Henk Keulemans. 
Na het seizoen 1974 stopte het team van Van Veen als fabrieksteam om meer tijd te besteden aan de ontwikkeling van de Van Veen OCR 1000. 

### Coureurs
Theo Timmer verliet het team van Jamathi maar ging voor eigen rekening als privérijder met een Jamathi rijden.
Ángel Nieto ging na zijn min of meer verloren jaar bij Morbidelli terug naar Derbi. Morbidelli kon hem in 1974 ook niet van een 50cc-racer voorzien omdat constructeur Jorg Möller, overkomen van Van Veen, die volgens een afspraak met Van Veen niet mocht bouwen.
In 1974 debuteerde Kenny Roberts op de Europese circuits. Zijn eerste optreden in het wereldkampioenschap wegrace was in de 250cc-race in de TT van Assen, nadat hij in de Daytona 200 en de Imola 200 tweede was geworden achter Giacomo Agostini. Hij had zich niet populair gemaakt. In Daytona had hij al verklaard dat Agostini geen echte wereldkampioen was omdat Amerikaanse coureurs meer "all round" waren en voor zijn komst naar Assen zei hij dat hij de Europese coureurs wel even zou laten zien wat wegracen was. 
Eduardo Celso-Santos kreeg onderweg naar de Grand Prix van België een ernstig auto-ongeluk waarbij hij beide benen en enkels brak. Hij moest enkele maanden revalideren en deed dat thuis bij zijn monteur Ferry Swaep in Epe.
Vanaf de Grand Prix van Finland kreeg de Nederlander Boet van Dulmen fabriekssteun van MZ voor de 250- en de 350cc-klasse, maar hij scoorde geen punten. In nationale races bleef hij zijn privé-Yamaha's gebruiken.

### Races
De organisatie van de Nürburgring was al door Giacomo Agostini gewaarschuwd dat de geleiderails onvoldoende waren afgeschermd met strobalen. Toen Bill Henderson tijdens de trainingen zijn wervelkolom op drie plaatsen beschadigde doordat hij tegen de vangrail klapte en Phil Read en Teuvo Länsivuori bij de gewonde Henderson tien minuten op een ambulance stonden te wachten werd door alle teams besloten niet aan de start van de Grand Prix van Duitsland te verschijnen. Toen er getraind moest worden was de Nordschleife in mist en sneeuw gehuld en toen de baan uiteindelijk vrij gegeven werd trainden alleen enkele onbeduidende Duitse coureurs, opgejut door een functionaris van de Duitse bond en door een extra premie. Tijdens de races werden deze coureurs aangemoedigd door de speaker, die de stakende toprijders als "maffia" bestempelde. De Duitse bond strafte een aantal Duitse rijders, waaronder Dieter Braun, Rolf Minhoff en John Dodds (reed met een Duitse licentie) voor één wedstrijd. Opmerkelijk was dat de zijspanrijders, die zelf als enigen de Finse Grand Prix van 1973 geboycot hadden, de staking braken en met 37 combinaties van start gingen. In de andere klassen gingen de minimaal benodigde zes rijders van start, waardoor de races hun WK-status niet verloren. Tijdens een ingelaste zitting van de wegracecommissie van de FIM stelde die de coureurs echter in het gelijk. Wedstrijdleider Kurt Bosch (nota bene vicevoorzitter van diezelfde commissie) werd geschorst en per 31 december 1974 uit zijn functie ontheven, de Duitse organisatie kreeg een boete van 20.000 Zwitserse franken en de internationale jury kreeg een reprimande. De FIM had het tegelijkertijd organiseren van auto- en motorraces al jaren geleden verboden, maar bij de Duitse Grand Prix (in het kader van de Eifelrennen) gebeurde dat toch steevast. De door de Duitse bond opgelegde schorsing kon door de sportcommissie van de FIM niet teruggedraaid worden. Overigens werden de straffen tegen de Duitse bond en organisatie na een protest tijdens het FIM-congres van oktober 1974 weer teruggedraaid.
Zoals al in 1973 was gebeurd werd de Isle of Man TT geboycot door alle toprijders, met uitzondering van de zijspannen. Daarnaast was ook het weer spelbreker, waardoor races soms dagen moesten worden uitgesteld. 
In Finland speelde de starter een dubieuze rol. Bij de start van de 50cc-race wilde hij niet wachten tot Henk van Kessel zijn (natte) handschoenen aan had, maar toen zijn landgenoot Pentti Korhonen voor de start van de 350cc-race ontdekte dat een ophangveer van zijn uitlaat was gebroken was er ineens tijd genoeg.
Juist nu de veiligheid op de circuits steeds beter werd, bereikte de situatie een dieptepunt tijdens de Grand Prix van Spanje op het stratencircuit van Montjuïc. In de 250cc-race viel de Fransman Bernard Fau, die daarbij gewond raakte. Onderdelen van zijn machine lagen op de baan, maar de baancommissarissen bleken geen enkel contact te hebben met hun collega's vóór de bewuste bocht waardoor de aanstormende coureurs niet door vlagsignalen gewaarschuwd werden. Bovendien kon een ambulance de plaats van het ongeluk niet bereiken. Toen Chas Mortimer een brandweerman waarschuwde dat er een stuk remschijf precies op de ideale lijn lag, stapte deze zonder op te letten de baan op en werd gegrepen door Takazumi Katayama. Die vloog tientallen meters door de lucht, over de liggende Fau en de strobalen. Bij de brandweerman werd een been afgerukt, wat later fataal bleek te zijn. Pas na vier ronden werd de race afgevlagd en toen bij de organisatoren de ernst van de situatie doordrong werd Patrick Pons, die met een beenwond in een ambulance lag, uit de auto gezet met de mededeling dat men hem nu niet kon helpen. Pons zakte in het rennerskwartier in elkaar en werd daarna alsnog naar het ziekenhuis gebracht.

## Overleden/gestopt

### Overleden
- Op 31 juli, tijdens de trainingen voor de 750 cc Prijs van de FIM in Hämeenlinna (Finland) verongelukte de Zwitser Werner Giger, waarschijnlijk omdat hij na een valpartij door een andere machine geraakt werd.
- In de nacht van 8 op 9 september overleed Billie Nelson in het ziekenhuis van Rijeka aan de verwondingen die hij had opgelopen bij een val tijdens de GP van Joegoslavië.

### Gestopt
- Steve Ellis verkocht begin 1974 zijn motoren en beëindigde zijn carrière.
- Jos Schurgers kon zijn racecarrière niet meer verenigen met het ontwikkelingswerk dat hij voor de Van Veen OCR 1000 wankelmotor moest doen en verkocht een van zijn 125cc-Bridgestone-blokken aan Henk van Kessel, die het in een Yamaha-frame monteerde. Schurgers kon echter nog wel deelnemen aan de TT van Assen, waar hij vijfde werd.
- De zesvoudige wereldkampioenen in de zijspanklasse Klaus Enders en Ralf Engelhardt verklaarden begin november dat ze hun carrière zouden beëndigen.
- Silvio Grassetti beëindigde zijn carrière nadat hij gewond raakte bij een valpartij in de training van de Grand Prix van België

## Puntentelling
|         | 1e | 2e | 3e | 4e | 5e | 6e | 7e | 8e | 9e | 10e |
| Punten: | 15 | 12 | 10 | 8  | 6  | 5  | 4  | 3  | 2  | 1   |

## Aantal (tellende) wedstrijden
Voor het eerst stelde de FIM vast dat alle soloklassen tien wedstrijden zouden krijgen. De zijspanklasse kreeg er acht. Dat betekende dat organisatoren soms met elkaar wedstrijden moesten ruilen om de populairste klassen aan de start te krijgen. In de praktijk reden de toprijders slechts acht wedstrijden, omdat ze tijdens de GP van Duitsland staakten en de Isle of Man TT al sinds 1973 boycotten. Die wedstrijden telden reglementair wel mee. 
Om het aantal tellende resultaten te bepalen moest men bij een even aantal races dit aantal halveren en er één bij optellen. Bij een oneven aantal werd er eerst een bij opgeteld en dit getal werd dan gehalveerd.
| Klasse  | Races | Tellend |
| ------- | ----- | ------- |
| 50 cc   | 10    | 6       |
| 125 cc  | 10    | 6       |
| 250 cc  | 10    | 6       |
| 350 cc  | 10    | 6       |
| 500 cc  | 10    | 6       |
| zijspan | 8     | 5       |

## 500cc-klasse
Nadat de aanval van Yamaha op de hegemonie van MV Agusta in 1973 beëindigd was na het overlijden van Jarno Saarinen, had men voor het seizoen 1974 niemand minder dan Giacomo Agostini aangetrokken. Behalve de Yamaha YZR 500 fabrieksracers van Agostini en Teuvo Länsivuori waren er intussen ook veel Yamaha TZ 500 productieracers op de baan. MV Agusta, met Phil Read en Gianfranco Bonera, had het moeilijk tot men halverwege het seizoen de 430cc-motor van de 500 4C verving door een volwaardig 500cc-exemplaar. Bovendien werd men geholpen doordat Agostini in de Grand Prix van Zweden een sleutelbeen brak. Uiteindelijk konden Read en Bonera de eerste twee plaatsen in het wereldkampioenschap grijpen. 
Frankrijk, Clermont-Ferrand
In Frankrijk kwamen voor het eerst de Suzuki RG 500's aan de start. Ze werden bestuurd door Barry Sheene, Paul Smart en Jack Findlay. In de race kon vooral Sheene goed meekomen en voor het eerst sinds jaren was er sprake van een gevecht tussen verschillende merken, want Giacomo Agostini kon met zijn Yamaha ook even de leiding nemen. Agostini viel echter uit door een gebroken krukas, waardoor Phil Read met zijn MV Agusta won, vóór Sheene en Gianfranco Bonera. 
Duitsland, Nordschleife
In Duitsland staakten de topcoureurs waardoor enkele onbekende Duitsers de race onder elkaar konden beslissen. Edmund Czihak (Yamaha) won de race, Helmut Kassner (Yamaha) werd tweede en Walter Kaletsch (Yamaha) werd derde.
Oostenrijk, Salzburgring
In de regenrace in Oostenrijk reden Gianfranco Bonera en Giacomo Agostini het hele veld op een ronde. Agostini had net daarvoor al 33 ronden door de stromende regen gereden in de 350cc-klasse. Uiteindelijk won Agostini zijn eerste 500cc-race voor Yamaha, terwijl Bonera tweede werd en Barry Sheene met de nieuwe Suzuki RG 500 op een ronde derde.
Nations GP, Imola
In Imola vroeg de teamleiding van Yamaha de organisatie om de 500cc-race terug te brengen van 36 naar 31 ronden, omdat er anders een tankstop nodig zou zijn. Dat werd in eerste instantie gehonoreerd, maar na een protest van MV Agusta weer ingetrokken. In de race moesten Phil Read en Teuvo Länsivuori al snel lossen, waardoor de strijd tot de twintigste ronde tussen Bonera, Agostini en Sheene ging. Toen viel Sheene, waarbij hij een enkel brak, en Bonera en Agostini vochten om de leiding tot de laatste zonder benzine stond. De angst bestond dat ook de Yamaha van Länsivuori droog zou vallen, maar hij kon de machine naar de tweede plaats rijden. Read werd derde, net niet met een ronde achterstand, omdat teamgenoot Bonera achter hem bleef rijden. Na de finish moest Länsivuori met uitputtingsverschijnselen weggedragen worden. 
Isle of Man Senior TT, Snaefell Mountain Course
Door het ontbreken van de belangrijkste fabrieksteams werd de Senior TT een strijd tussen de opgeboorde Yamaha TZ 350's. Charlie Williams lag enige tijd aan de leiding, maar toen zijn motor slechter ging lopen moest hij die afstaan aan Phil Carpenter. Williams werd wel nog tweede, vóór Tony Rutter. Suzuki had wel degelijk fabrieksrijders naar Man gestuurd, maar Jack Findlay en Paul Smart waren met hun zware RG 500's in de regen geen partij voor de lichtere Yamaha's. 
Nederland, Assen
De eerst startrij in Assen liet goed zien hoe sterk de concurrentie van MV Agusta intussen was geworden. Daar stonden drie merken opgesteld: Yamaha (Länsivuori en Agostini), MV Agusta (Read) en Suzuki (Sheene). Om nog uitzicht op de wereldtitel te houden moest Agostini in Assen winnen. Read had de beste start en kwam na een ronde als eerste door, gevolgd door Bonera, Länsivuori en Agostini. Bonera werd al snel naar de vierde plaats verdrongen en Agostini ging, toen zijn extra grote tank wat leger en lichter was geworden, achter Read aan. Read had intussen al een aantal recordronden gereden en bracht het ronderecord in de vierde ronde op 3.01.8. In de zevende ronde werd Agostini de eerste coureur die het circuit van Assen in minder dan drie minuten rondde: 2.59.8, juist op het moment dat de machine van Read wat toeren begon te verliezen. Twee ronden later ging ook Länsivuori Read voorbij en daarmee was het podium beslist. Voor Suzuki werd de TT van Assen een grote teleurstelling. De beste machines waren tijdens tests in de Verenigde Staten vernield, toen Gary Nixon een vastloper kreeg en testrijder Ken Araoka op zijn machine inreed. Nixon brak hierbij beide benen. Sheene startte in Assen slecht en viel in de vijfde ronde uit. Zijn zwager en teamgenoot Paul Smart viel al in de eerste ronde uit. 
België, Spa-Francorchamps
In België gebruikte Agostini een nieuwe versie van zijn YZR 500, smaller en vooral lichter dan de oude. Het werd echter een grote teleurstelling. Hij was kansloos tegen Phil Read met de eveneens nieuwe MV Agusta, die hem op 1 minuut en 12 seconden reed. Al in de eerste ronde had Read een voorsprong van 7,5 seconde op Barry Sheene, die weer 1 seconde voor Agostini langs kwam. Na twee ronden was de voorsprong van Read al 20 seconden. De voorsprong van Read werd steeds groter, maar ook Sheene wist zich steeds verder af te scheiden van Agostini. Sheene viel echter uit, waardoor Agostini toch nog tweede werd. Om de derde plaats werd wel stevig gevochten, een strijd die door Dieter Braun werd gewonnen ten koste van Patrick Pons.
Zweden, Anderstorp
Nadat MV Agusta voor Francorchamps schijnbaar de perfecte afstelling van het rijwielgedeelte had gevonden nadat nieuwe schokdempers gemonteerd waren, kwamen de problemen in Zweden weer terug. Daardoor bezetten Read en Bonera na de trainingen slechts de zevende en de achtste plaats. Bij de start van de race waren Pentti Korhonen en Karl Auer als eerste weg, terwijl Barry Sheene, Giacomo Agostini, Phil Read en Teuvo Länsivuori in het middenveld reden. In de tweede ronde viel Barry Sheene en daardoor ook Giacomo Agostini. Beiden werden gered door vanghekken, die in Anderstorp langs het circuit waren geplaatst. Agostini brak echter een sleutelbeen. In de zesde ronde greep Länsivuori de leiding, Korhonen kwam op de tweede plaats terecht, gevolgd door Read, Bonera, Auer en Findlay. Read wist de lastige MV Agusta nog voorbij Korhonen te brengen, maar Bonera slaagde daar niet in. Hij raakte in een slip waarbij hij Findlay raakte. Die viel, terwijl Bonera zijn machine toch weer onder controle wist te krijgen om uiteindelijk vierde te worden, achter Länsivuori, Read en Korhonen. Agostini en Sheene verspeelden door de val hun kansen op de wereldtitel, terwijl Länsivuori juist een (theoretische) kans kreeg. 
Finland, Imatra
Teuvo Länsivuori was na zijn val in de 350cc-race in Finland bewusteloos in een ziekenauto gelegd, maar hij stond toch weer aan de start van de 500cc-race. Hij was zeker niet fit genoeg om de beide MV Agusta's van Phil Read en Gianfranco Bonera voor te blijven, maar door het ontbreken van Giacomo Agostini moest hij de eer van Yamaha verdedigen én kon hij een puntenvoordeel ten opzichte van Agostini krijgen. Hoewel Phil Read er na de start meteen alleen vandoor ging, wist Länsivuori toch nog lang de tweede plaats te bezetten, maar Bonera volgde hem op korte afstand. In de zesde ronde ging Bonera voorbij en Länsivuori begon toen duidelijk snelheid te verliezen. Bonera en Read gingen een soort "schijngevecht" aan, maar het was duidelijk dat Read moest winnen, want dan zou hij zijn wereldtitel veilig stellen. Toch was het team van MV Agusta verrast toen Länsivuori zich plotseling weer bij de leiders meldde. Het werd een close-finish, met Read als eerste, Bonera als tweede en Länsivuori als derde. Phil Read was wereldkampioen 500 cc. 
Tsjecho-Slowakije, Brno
Hoewel de wereldtitel al beslist was, werd er in Tsjecho-Slowakije tussen Länsivuori en Bonera nog wel gestreden om de tweede plaats in de ranglijst. De twee laatste GP's (Joegoslavië en Spanje) hadden doordat het maximum van 10 races was bereikt geen 500cc-klasse. Giacomo Agostini was voldoende hersteld om in Brno te starten, maar niet fit genoeg om indruk te kunnen maken. Hij werd slechts zesde. Phil Read leidde de race van start tot finish, maar de aandacht ging uiteraard uit naar Bonera en Länsivuori. Bonera had een slechte start en moest zich naar voren knokken, maar met een nieuw ronderecord lukte het hem om Länsivuori, die toen nog tweede was, te bereiken. Samen liepen ze zelfs nog in op Read, die het duidelijk rustig aan deed. Op de finish lag Bonera 1 seconde achter Read, maar 10 seconden voor Länsivuori.

### Uitslagen 500cc-klasse
|    | Datum    | Race                     | Circuit                  | 1e                | 2e                | 3e                | Poleposition     | Snelste ronde     |
| -- | -------- | ------------------------ | ------------------------ | ----------------- | ----------------- | ----------------- | ---------------- | ----------------- |
| 1  | 21 april | GP van Frankrijk         | Clermont-Ferrand         | Phil Read         | Barry Sheene      | Gianfranco Bonera | Phil Read        | Giacomo Agostini  |
| 2  | 28 april | GP van Duitsland         | Nürburgring Nordschleife | Edmund Czihak     | Helmut Kassner    | Walter Kaletsch   | niet toegekend   | Edmund Czihak     |
| 3  | 5 mei    | GP van Oostenrijk        | Salzburgring             | Giacomo Agostini  | Gianfranco Bonera | Barry Sheene      | Giacomo Agostini | Gianfranco Bonera |
| 4  | 19 mei   | GP der Naties            | Imola                    | Gianfranco Bonera | Teuvo Länsivuori  | Phil Read         | Giacomo Agostini | Giacomo Agostini  |
| 5  | 5-6 juni | Isle of Man TT           | Mountain Course          | Phil Carpenter    | Charlie Williams  | Tony Rutter       | Jack Findlay     | Charlie Williams  |
| 6  | 29 juni  | TT van Assen             | Assen                    | Giacomo Agostini  | Teuvo Länsivuori  | Phil Read         | Teuvo Länsivuori | Giacomo Agostini  |
| 7  | 7 juli   | GP van België            | Spa-Francorchamps        | Phil Read         | Giacomo Agostini  | Dieter Braun      | Phil Read        | Phil Read         |
| 8  | 21 juli  | GP van Zweden            | Anderstorp               | Teuvo Länsivuori  | Phil Read         | Pentti Korhonen   | Teuvo Länsivuori | Teuvo Länsivuori  |
| 9  | 28 juli  | GP van Finland           | Imatra                   | Phil Read         | Gianfranco Bonera | Teuvo Länsivuori  | Phil Read        | Teuvo Länsivuori  |
| 10 | 25 aug.  | GP van Tsjecho-Slowakije | Masaryk-Ring             | Phil Read         | Gianfranco Bonera | Teuvo Länsivuori  | Phil Read        | Gianfranco Bonera |

### Eindstand 500cc-klasse
| Pos. | Coureur           | Motorfiets      | Ptn.    |
| ---- | ----------------- | --------------- | ------- |
| 1    | Phil Read         | MV Agusta       | 82 (92) |
| 2    | Gianfranco Bonera | MV Agusta       | 69 (78) |
| 3    | Teuvo Länsivuori  | Yamaha          | 67      |
| 4    | Giacomo Agostini  | Yamaha          | 47      |
| 5    | Jack Findlay      | Suzuki          | 34      |
| 6    | Barry Sheene      | Suzuki          | 30      |
| 7    | Dieter Braun      | Yamaha          | 22      |
| 8    | Pentti Korhonen   | Yamaha          | 22      |
| 9    | Billie Nelson (†) | Yamaha          | 21      |
| 10   | Charlie Williams  | Yamaha          | 18      |
| 11   | John Williams     | Yamaha          | 18      |
| 12   | Helmut Kassner    | Yamaha          | 17      |
| 13   | Karl Auer         | Yamaha          | 17      |
|      | Edmund Czihak     | Yamaha          | 15      |
| 15   | Phil Carpenter    | Yamaha          | 15      |
| 16   | Michel Rougerie   | Harley-Davidson | 14      |
| 17   | Werner Giger (†)  | Yamaha          | 13      |
| 18   | Walter Kaletsch   | Yamaha          | 10      |
|      | Tony Rutter       | Yamaha          | 10      |

| Pos. | Coureur          | Motorfiets | Ptn. |
| ---- | ---------------- | ---------- | ---- |
| 20   | Christian Léon   | Kawasaki   | 9    |
| 21   | Udo Kochanski    | König      | 8    |
|      | Billie Guthrie   | Yamaha     | 8    |
|      | Patrick Pons     | Yamaha     | 8    |
| 24   | Roberto Gallina  | Yamaha     | 6    |
|      | Paul Cott        | Yamaha     | 6    |
|      | Víctor Palomo    | Yamaha     | 6    |
| 27   | Alex George      | Yamaha     | 5    |
| 28   | Chas Mortimer    | Yamaha     | 4    |
| 29   | Paul Eickelberg  | König      | 4    |
| 30   | Peter McKinley   | Yamaha     | 3    |
| 31   | Ramon Jimenez    | Yamaha     | 2    |
|      | Selwyn Griffiths | Matchless  | 2    |
|      | Tom Herron       | Yamaha     | 2    |
|      | Philippe Coulon  | Yamaha     | 2    |
| 35   | Philippe Gérard  | Yamaha     | 1    |
|      | Jean-Paul Boinet | Yamaha     | 1    |
|      | Geoff Barry      | Matchless  | 1    |

(Punten tussen haakjes zijn inclusief streepresultaten)

### Constructeurstitel 500cc-klasse
| Pos. | Constructeur          | Ptn.     |
| ---- | --------------------- | -------- |
| 1    | Yamaha                | 87 (127) |
| 2    | MV Agusta             | 87 (109) |
| 3    | Suzuki                | 52       |
| 4    | Dugdale Maxton Yamaha | 18       |
| 4    | Harley-Davidson       | 14       |
| 4    | König                 | 12       |
| 4    | Kawasaki              | 9        |

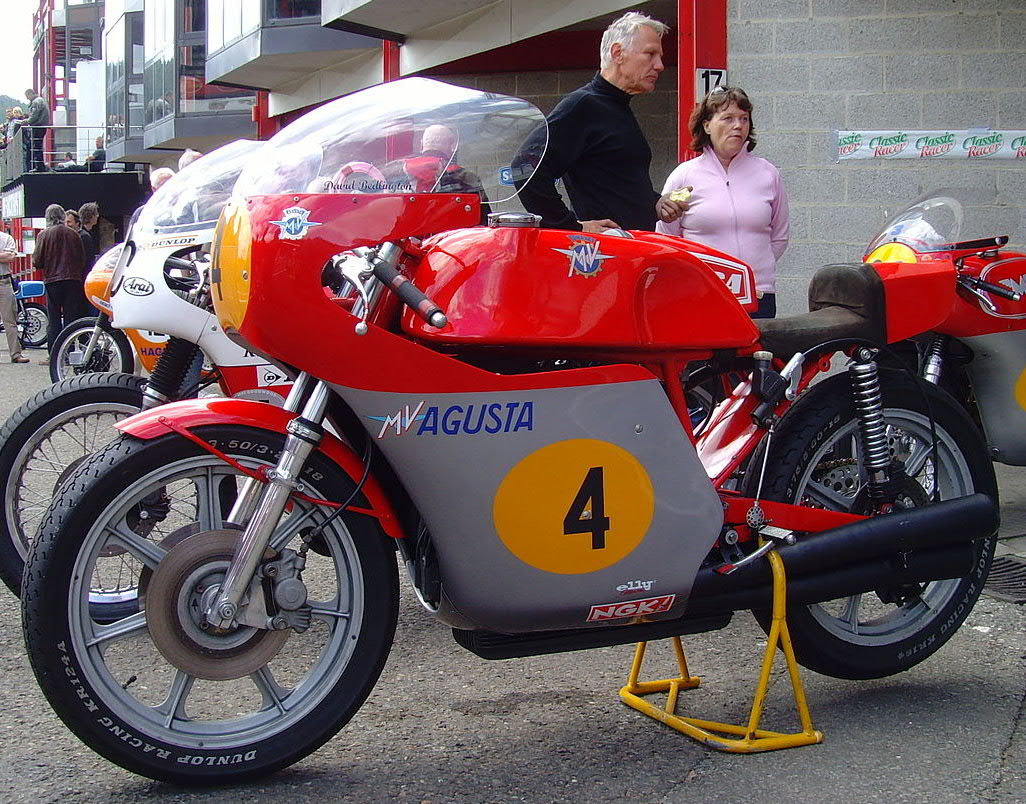
MV Agusta 500 4C uit 1974

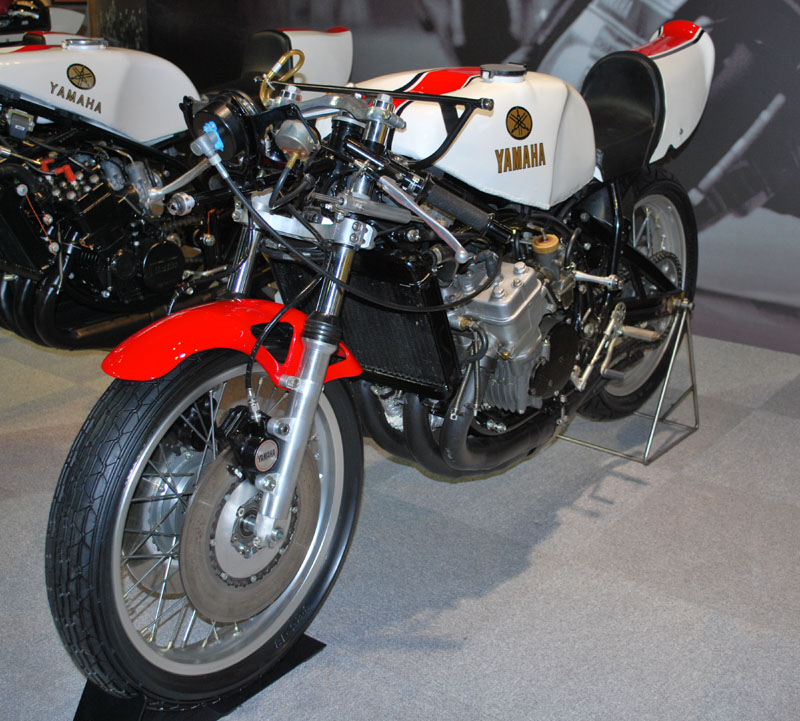
Yamaha YZR 500 uit 1974

(Punten tussen haakjes zijn inclusief streepresultaten)

## 350cc-klasse
MV Agusta startte in de 350cc-klasse in Frankrijk en in Oostenrijk, maar trok zich daarna terug. Men werkte hard aan een volwaardige 500cc-machine en aan de 750cc-racer, en achtte zich kennelijk kansloos tegen de Yamaha YZR 350 fabrieksracer en zelfs tegen de Yamaha TZ 350 productieracers. Omdat Harley-Davidson zich concentreerde op de 250cc-klasse konden de Yamaha's daardoor het seizoen beheersen, met toprijder Giacomo Agostini die de wereldtitel pakte. 
Frankrijk, Clermont-Ferrand
In Frankrijk trainde Phil Read met zijn MV Agusta 350 4C als snelste, maar in de 350cc-race werd hij al na enkele ronden gepasseerd door Teuvo Länsivuori en Patrick Pons. Daarna stopte Read al vrij snel. Giacomo Agostini was toen nog bezig aan een inhaalrace, maar wist uiteindelijk toch te winnen vóór Länsivuori en Christian Bourgeois. De top tien bestond bijna helemaal uit Yamaha's, maar de vijfde plaats was voor Michel Rougerie met de Harley-Davidson. 
Duitsland, Nordschleife
In Duitsland staakten de topcoureurs waardoor enkele onbekende Duitsers de race onder elkaar konden beslissen. Helmut Kassner (Yamaha) won, Wolfgang Stephan (Yamaha) werd tweede en Franz Weidacher (Yamaha) werd derde.
Oostenrijk, Salzburgring
In Oostenrijk, waar het erg nat was, startte Agostini in het middenveld. De race werd aangevoerd door Phil Read en Teuvo Länsivuori, waar zich later Michel Rougerie bij voegde. Mogelijk zag Read toen al in dat hij van deze twee moeilijk kon winnen, want opnieuw zette hij de MV Agusta zonder aanwijsbare reden stil (later werd gemeld dat er water in een carburateur zou zijn gekomen). In de achtste ronde viel Teuvo Länsivuori en kwam Rougerie alleen aan de leiding. Die moest echter bougies wisselen waardoor Chas Mortimer op kop kwam, gevolgd door Agostini en Patrick Pons. Agostini won onverwacht toch nog de race, Mortimer werd tweede en Pons werd op het laatste moment verslagen door Dieter Braun, die derde werd.
Nations GP, Imola
In Imola ontbraken de MV Agusta's, uitgerekend in hun thuiswedstrijd. Men ging er toen al van uit dat de fabriek de moed voor wat betreft de 350cc-klasse had opgegeven. Michel Rougerie reed drie ronden lang op kop, maar toen werd hij ingehaald door Agostini die steeds verder wegliep. De hitte speelde veel motoren parten en er waren dan ook veel uitvallers. Rougerie werd derde nadat hij door een gescheurde uitlaat de tweede plaats aan Mario Lega (Yamaha) moest laten. 
Isle of Man Junior TT, Snaefell Mountain Course
In de Junior TT ging Charlie Williams ondanks het feit dat zijn pols nog in het gips zat aan de leiding, tot hij in de derde ronde uitviel. Phil Carpenter had tot de tweede ronde op de tweede plaats gelegen, maar viel toen al uit. Daardoor ging de overwinning naar Tony Rutter (Yamaha). Chas Mortimer had hem nog even bedreigd, maar verloor tijd toen hij door een vastzittende benzinekraan deze niet in de reservestand kon zetten. Mortimer wist nog tot op 1,8 seconde van Rutter te komen, maar viel ook uit. Daardoor werd Mick Grant (Yamaha) tweede en Paul Cott (Yamaha) derde. 
Nederland, Assen
In Assen was duidelijk dat MV Agusta zich definitief zou terugtrekken uit het 350cc-kampioenschap van 1974. Agostini had slechts de derde trainingstijd en na de start schoot Chas Mortimer (Maxton-Yamaha) van de tweede startrij naar voren. Mortimer viel in de tweede ronde uit met een defecte koppeling. Agostini nam de leiding over en begon weg te lopen van de rest van het veld. Dieter Braun lag op de tweede plaats, maar werd ingehaald door de slecht gestarte Teuvo Länsivuori. Braun en Patrick Pons bleven op Länsivuori jagen tot een halve ronde voor het einde de ketting van Länsivuori brak. Braun werd nu tweede en Pons werd derde. 
Zweden, Anderstorp
Agostini was in Zweden door een val in de 500cc-race uitgeschakeld doordat hij een sleutelbeen gebroken had. Pentti Korhonen maakte net als in de 500cc-race ook in de 350cc-klasse een bliksemstart. Na zes ronden ging Teuvo Länsivuori hem voorbij en in de 20e ronde deed Patrick Pons hetzelfde. Länsivuori won zijn tweede race van de dag, Pons werd tweede en Korhonen derde. 
Finland, Imatra
De start van de 350cc-race in Finland moest worden uitgesteld omdat Pentti Korhonen ontdekte dat een ophangveer van zijn uitlaat gebroken was. De Nederlanders werden hier kwaad om, omdat de 50cc-race werd gestart terwijl Henk van Kessel zijn handschoenen nog moest aantrekken. Korhonen had ook geen extra veer, maar Billie Nelson wel, en ze werd op de Yamaha van Korhonen gemonteerd door Suzuki-monteur Derek Booth. Vlak na de start liep de motor van Mick Grant vast, waardoor een grote valpartij ontstond, waarvan ook Teuvo Länsivuori het slachtoffer werd. Hij werd bewusteloos in een ambulance gelegd. Patrick Pons reed drie ronden lang aan de leiding, maar ook hij viel. Daardoor kwam John Dodds aan de leiding van de race en hij won dan ook. Bruno Kneubühler en Dieter Braun waren slecht gestart maar worstelden zich door het veld om tweede en derde te worden. 
Joegoslavië, Opatija
In Joegoslavië kon Agostini zijn wereldtitel tamelijk eenvoudig veilig stellen. Yamaha had zelfs niet de moeite genomen de fabrieksmonteurs Nobby Clark en Vince French te sturen. Die waren op Mallory Park bij de Race of the Year. Agostini was dus alleen bezorgd over technische problemen, maar die kwamen er niet. Hij leidde de race van start tot finish. John Dodds finishte zelfs een halve minuut na hem, terwijl Dieter Braun derde werd. 
Spanje, Montjuïc
In Spanje leidde Pentti Korhonen de race vóór zijn landgenoot Pekka Nurmi. Na een paar ronden wist Agostini zich tussen hen in te vestigen en bedreigde Korhonen, die door de snelste raceronde te rijden weer wat afstand nam. Niet veel later viel Agostini uit. In de laatste ronden reden de beide Finnen nog steeds aan de leiding, maar toen brak de ketting van Korhonen en ook Nurmi viel stil. Víctor Palomo, die tot dat moment om de derde plaats had gestreden met Dieter Braun, werd nu ineens eerste, Braun tweede en Olivier Chevallier (Yamaha) werd derde.

### Uitslagen 350cc-klasse

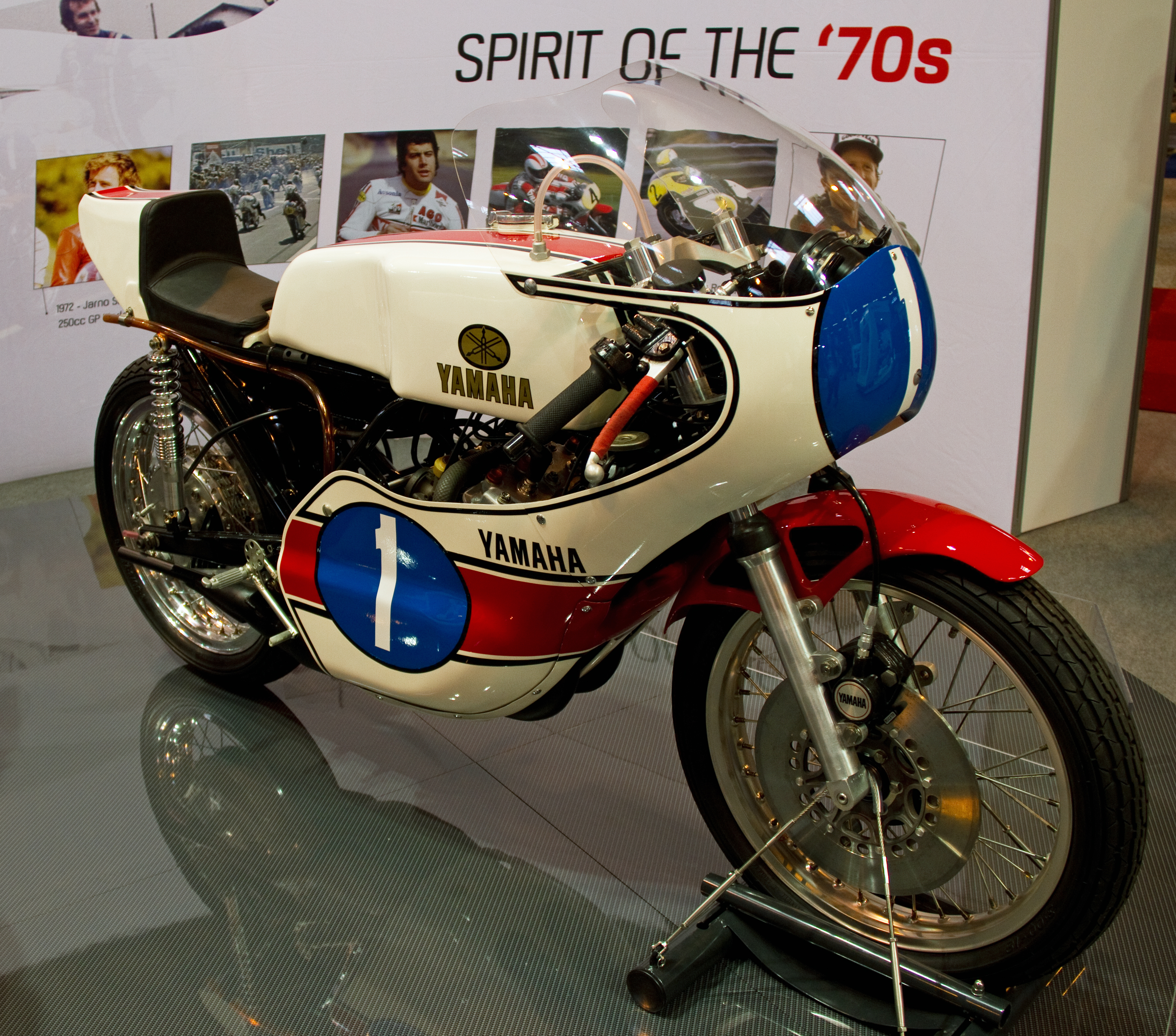
Yamaha YZR 350

|    | Datum    | Race               | Circuit                  | 1e               | 2e               | 3e                  | Poleposition     | Snelste ronde    |
| -- | -------- | ------------------ | ------------------------ | ---------------- | ---------------- | ------------------- | ---------------- | ---------------- |
| 1  | 21 april | GP van Frankrijk   | Clermont-Ferrand         | Giacomo Agostini | Teuvo Länsivuori | Christian Bourgeois | Phil Read        | Giacomo Agostini |
| 2  | 28 april | GP van Duitsland   | Nürburgring Nordschleife | Helmut Kassner   | Wolfgang Stephan | Franz Weidacher     | niet toegekend   | Helmut Kassner   |
| 3  | 5 mei    | GP van Oostenrijk  | Salzburgring             | Giacomo Agostini | Chas Mortimer    | Dieter Braun        | Teuvo Länsivuori | Teuvo Länsivuori |
| 4  | 19 mei   | GP der Naties      | Imola                    | Giacomo Agostini | Mario Lega       | Michel Rougerie     | Teuvo Länsivuori | Giacomo Agostini |
| 5  | 5-6 juni | Isle of Man TT     | Mountain Course          | Tony Rutter      | Mick Grant       | Paul Cott           | Chas Mortimer    | Chas Mortimer    |
| 6  | 29 juni  | TT van Assen       | Assen                    | Giacomo Agostini | Dieter Braun     | Patrick Pons        | Teuvo Länsivuori | Giacomo Agostini |
| 7  | 21 juli  | GP van Zweden      | Anderstorp               | Teuvo Länsivuori | Patrick Pons     | Pentti Korhonen     | Teuvo Länsivuori | Patrick Pons     |
| 8  | 28 juli  | GP van Finland     | Imatra                   | John Dodds       | Bruno Kneubühler | Dieter Braun        | Teuvo Länsivuori | Bruno Kneubühler |
| 9  | 8 sept.  | GP van Joegoslavië | Opatija                  | Giacomo Agostini | John Dodds       | Dieter Braun        | Giacomo Agostini | Giacomo Agostini |
| 10 | 22 sept. | GP van Spanje      | Montjuïc                 | Víctor Palomo    | Dieter Braun     | Olivier Chevallier  | Patrick Pons     | Pentti Korhonen  |

### Eindstand 350cc-klasse
| Pos. | Coureur             | Motorfiets      | Ptn. |
| ---- | ------------------- | --------------- | ---- |
| 1    | Giacomo Agostini    | Yamaha          | 75   |
| 2    | Dieter Braun        | Yamaha          | 62   |
| 3    | Patrick Pons        | Yamaha          | 47   |
| 4    | John Dodds          | Yamaha          | 31   |
| 5    | Chas Mortimer       | Yamaha          | 29   |
| 6    | Teuvo Länsivuori    | Yamaha          | 27   |
| 7    | Michel Rougerie     | Harley-Davidson | 25   |
|      | Pentti Korhonen     | Yamaha          | 25   |
| 9    | Víctor Palomo       | Yamaha          | 24   |
| 10   | Billie Nelson (†)   | Yamaha          | 22   |
| 11   | Mick Grant          | Yamaha          | 18   |
| 12   | Bruno Kneubühler    | Yamaha          | 17   |
| 13   | Tony Rutter         | Yamaha          | 16   |
| 14   | Helmut Kassner      | Yamaha          | 15   |
| 15   | Olivier Chevallier  | Yamaha          | 15   |
| 16   | Walter Villa        | Harley-Davidson | 15   |
| 17   | Wolfgang Stephan    | Yamaha          | 12   |
|      | Mario Lega          | Yamaha          | 12   |
| 19   | Christian Bourgeois | Yamaha          | 11   |
| 20   | Franz Weidacher     | Yamaha          | 10   |
|      | Paul Cott           | Yamaha          | 10   |
| 22   | Tom Herron          | Yamaha          | 10   |
| 23   | Kjell Solberg       | Yamaha          | 9    |
| 24   | Karl Auer           | Yamaha          | 9    |
| 25   | Walter Kaletsch     | Yamaha          | 8    |

| Pos. | Coureur                 | Motorfiets    | Ptn. |
| ---- | ----------------------- | ------------- | ---- |
|      | Alex George             | Yamaha        | 8    |
| 27   | Werner Giger (†)        | Yamaha        | 8    |
| 28   | Billie Henderson        | Yamaha        | 8    |
| 29   | John Williams           | Yamaha        | 7    |
| 30   | Alfred Heck             | Yamaha        | 6    |
|      | Tapio Virtanen          | Yamaha        | 6    |
| 32   | Winfried Fries          | Yamaha        | 5    |
|      | Giovanni Proni          | Yamaha        | 5    |
|      | Billie Guthrie          | Yamaha        | 5    |
|      | Hans Mühlebach          | Yamaha        | 5    |
| 36   | Ramon Jimenez           | Yamaha        | 4    |
|      | Udo Kochanski           | Yamaha        | 4    |
|      | Giuseppe Elementi       | Bimota-Yamaha | 4    |
|      | Alan Rogers             | Yamaha        | 4    |
|      | John Newbold            | Yamaha        | 4    |
| 41   | Gérard Debrock          | Yamaha        | 3    |
|      | Wolfgang Rubel          | Yamaha        | 3    |
|      | Roger Nicholls          | Yamaha        | 3    |
|      | Ulrich Graf             | Yamaha        | 3    |
| 45   | Hans-Joachim Dittberner | Yamaha        | 2    |
|      | Edu Celso-Santos        | Yamaha        | 2    |
|      | Phil Gurner             | Yamaha        | 2    |
|      | Nico van der Zanden     | Yamaha        | 2    |
| 49   | Noel Clegg              | Yamaha        | 1    |
|      | Armando Toracca         | Bimota-Yamaha | 1    |

### Constructeurstitel 350cc-klasse
| Pos. | Constructeur    | Ptn.     |
| ---- | --------------- | -------- |
| 1    | Yamaha          | 90 (150) |
| 2    | Harley-Davidson | 27       |
| 3    | Danfay Yamaha   | 5        |

(Punten tussen haakjes zijn inclusief streepresultaten)

## 250cc-klasse
Hoewel men voor aanvang van het seizoen veel verwachtte van de Yamaha TZ 250 productieracers, bleek de nieuwe watergekoelde versie van de Harley-Davidson bijzonder sterk. Walter Villa, aangetrokken als vervanger van de verongelukte Renzo Pasolini, won vier wedstrijden, vaak geholpen door zijn teamgenoot Michel Rougerie. Opmerkelijk was dat geen enkele andere coureur meer dan één wedstrijd wist te winnen. Dieter Braun werd zelfs zonder een enkele overwinning tweede in het kampioenschap. Wellicht dat daar de fout van Yamaha lag. Als men een fabrieksrijder had aangewezen had Walter Villa zeker meer tegenstand gehad. 
Duitsland, Nordschleife
In Duitsland staakten de topcoureurs waardoor enkele onbekende Duitsers de race onder elkaar konden beslissen. Helmut Kassner (Yamaha) won, Horst Lahfeld (Yamaha) werd tweede en Harry Hoffmann (Yamaha) werd derde.
Nations GP, Imola
Omdat de coureurs in Duitsland gestaakt hadden en er in Oostenrijk geen 250cc-klasse was geweest, opende de derde Grand Prix in Imola feitelijk het seizoen. Bruno Kneubühler (Yamaha) reed enkele ronden aan de leiding, maar kon niet op tegen de Harley-Davidson van Walter Villa. Patrick Pons (Yamaha), die al een sterke 350cc-race had gereden maar door een gescheurde uitlaat was teruggevallen, kreeg nu loon naar werken en werd derde. 
Isle of Man Lightweight 250 cc TT, Snaefell Mountain Course
Na zijn uitvallen in de Junior TT won Charlie Williams (Yamaha) wel de Lightweight 250 cc TT door van start tot finish aan de leiding te rijden. Mick Grant (Yamaha) werd tweede en Chas Mortimer (Yamaha) werd derde, maar dat gebeurde na een flinke strijd. Grant had veel tegenslag gehad: bij Creg-ny-Baa gevallen en daarna veel tijd verloren bij een tankstop en een extra controle van zijn machine vanwege de val. Hij vocht zich toch weer voorbij Bill Rae, die hem bij Creg-ny-Baa ingehaald had. Uiteindelijk moest Chas Mortimer betalen voor het feit dat hij zijn tankstop overgeslagen had. Door een los zittende tankdop was hij wat benzine verloren en kwam hij bij Governor's Bridge zonder benzine te staan. Hij moest ongeveer 500 meter naar de finish duwen.
Nederland, Assen
In de 250cc-kwalificatie in Assen deden twee debutanten het erg goed: Kenny Roberts was de snelste en Takazumi Katayama was derde, achter Walter Villa. Voor de race monteerde Roberts een ander zitje op zijn Amerikaanse Yamaha, dat meer recht deed aan de knee down techniek die gebruikt werd door Roberts, maar ook door een aantal Europese coureurs, zoals Bruno Kneubühler. Roberts moest voor het eerst een duwstart maken, maar was desondanks achter Kent Andersson en Rolf Minhoff als derde weg. Na een ronde lag hij tweede achter Walter Villa, maar hij joeg zo hard dat hij het onbereikbaar geachte ronderecord van Mike Hailwood uit 1967 tot twee keer toe brak. In de achtste ronde viel hij echter. Hij kon weliswaar verder zonder zijn tweede plaats in te leveren, maar de dolfijnkuip was beschadigd waardoor zijn Yamaha snelheid verloor. Walter Villa won de race, en Roberts werd geklopt door Bruno Kneubühler en moest tevreden zijn met de derde plaats. 
België, Spa-Francorchamps
De 250cc-race in België was van het begin tot het einde spannend en ging aanvankelijk tussen vijf rijders: Takazumi Katayama, die in de training drie seconden sneller was geweest dan de rest, John Dodds, Dieter Braun, Kent Andersson en Michel Rougerie. Rougerie kreeg problemen door een te rijk mengsel van zijn Harley-Davidson en moest afhaken, maar de andere vier vochten tot aan de streep door. Andersson won, Braun werd tweede, Katayama derde en Dodds vierde, maar ze finishten binnen 0,1 seconde. 
Zweden, Anderstorp
In Zweden won Takazumi Katayama zonder problemen. Chas Mortimer leek tweede te worden, maar hij viel ver terug en werd ingehaald door Walter Villa (tweede) en Patrick Pons (derde)
Finland, Imatra
In Finland leken de Harley-Davidson rijders Michel Rougerie en Walter Villa onder elkaar uit te maken wie er ging winnen, maar het was teammanager Gilberto Milani die vanaf de kant het sein gaf dat Villa eerste moest worden. Takazumi Katayama kon deze twee nog een tijdje volgen, maar moest daarvoor te veel risico's nemen en viel. Dieter Braun was weer slecht gestart maar werd toch nog derde. 
Tsjecho-Slowakije, Brno
Hoewel Katayama in Tsjecho-Slowakije een speciaal geprepareerde Yamaha kreeg om Walter Villa van de wereldtitel af te houden, kon hij de Harley-Davidson van Villa met geen mogelijkheid bijhouden. Walter Villa reed probleemloos van start tot finish aan de leiding en werd wereldkampioen 250 cc. Katayama werd tweede en Dieter Braun stelde de massaal opgekomen Oost-Duitse fans enigszins teleur door slechts derde te worden. 
Joegoslavië, Opatija
In Opatija deed Walter Villa het rustig aan. Niet alleen was zijn wereldtitel al zeker, hij was hier in 1973 hard gevallen en had geen zin risico's te nemen. Zijn teamgenoot Michel Rougerie, die hem in het seizoen goed gesteund had, mocht de race winnen, maar dat mislukte omdat hij in de tweede ronde uitviel door ontstekingsproblemen. Katayama leidde de race aanvankelijk, maar hij werd in de vijfde ronde ingehaald door de spectaculair rijdende Patrick Pons. Katayama viel uit door een breuk in het achterframe en Pons werd bedreigd door Bruno Kneubühler en Dieter Braun. Kneubühler wist zelfs even de eerste plaats te pakken, maar viel toen ook uit met een gebroken schakelpedaal. Intussen was Chas Mortimer slecht gestart. In de derde ronde was hij slechts 9e, maar in de tiende ronde was hij al naar de 4e plaats opgeklommen. Vervolgens haalde hij alle koplopers in en won vóór Patrick Pons en Dieter Braun. Tijdens deze race verongelukte Billie Nelson, waarschijnlijk door een vastloper. Zijn machine vloog over de strobalen en verwondde zeven toeschouwers.
Spanje, Montjuïc
Na het ongeval van Bernard Fau en een brandweerman in Montjuïc, waarbij de race pas vier volle ronden later werd stilgelegd, weigerden de coureurs nog te starten. Tot het ongeluk reed Katayama aan de leiding, maar hij botste op de overstekende brandweerman, die daarbij om het leven kwam. Toen de race werd afgevlagd reed John Dodds op kop, gevolgd door Pentti Korhonen en Dieter Braun.

### Uitslagen 250cc-klasse
|    | Datum    | Race                     | Circuit                  | 1e                | 2e                | 3e                | Poleposition      | Snelste ronde     |
| -- | -------- | ------------------------ | ------------------------ | ----------------- | ----------------- | ----------------- | ----------------- | ----------------- |
| 1  | 28 april | GP van Duitsland         | Nürburgring Nordschleife | Helmut Kassner    | Horst Lahfeld     | Harry Hoffmann    | niet toegekend    | Helmut Kassner    |
| 2  | 19 mei   | GP der Naties            | Imola                    | Walter Villa      | Bruno Kneubühler  | Patrick Pons      | Walter Villa      | Walter Villa      |
| 3  | 5-6 juni | Isle of Man TT           | Mountain Course          | Charlie Williams  | Mick Grant        | Chas Mortimer     | Barry Randle      | Mick Grant        |
| 4  | 29 juni  | TT van Assen             | Assen                    | Walter Villa      | Bruno Kneubühler  | Kenny Roberts     | Kenny Roberts     | Kenny Roberts     |
| 5  | 7 juli   | GP van België            | Spa-Francorchamps        | Kent Andersson    | Dieter Braun      | Takazumi Katayama | Takazumi Katayama | Takazumi Katayama |
| 6  | 21 juli  | GP van Zweden            | Anderstorp               | Takazumi Katayama | Walter Villa      | Patrick Pons      | John Dodds        | Takazumi Katayama |
| 7  | 28 juli  | GP van Finland           | Imatra                   | Walter Villa      | Michel Rougerie   | Dieter Braun      | Michel Rougerie   | Walter Villa      |
| 8  | 25 aug.  | GP van Tsjecho-Slowakije | Masaryk-Ring             | Walter Villa      | Takazumi Katayama | Dieter Braun      | Michel Rougerie   | Walter Villa      |
| 9  | 8 sept.  | GP van Joegoslavië       | Opatija                  | Chas Mortimer     | Patrick Pons      | Dieter Braun      | Bruno Kneubühler  | Chas Mortimer     |
| 10 | 22 sept. | GP van Spanje            | Montjuïc                 | John Dodds        | Pentti Korhonen   | Dieter Braun      | Takazumi Katayama | Takazumi Katayama |

### Eindstand 250cc-klasse
| Pos. | Coureur           | Motorfiets      | Ptn. |
| ---- | ----------------- | --------------- | ---- |
| 1    | Walter Villa      | Harley-Davidson | 77   |
| 2    | Dieter Braun      | Yamaha          | 58   |
| 3    | Patrick Pons      | Yamaha          | 50   |
| 4    | Takazumi Katayama | Yamaha          | 43   |
| 5    | Bruno Kneubühler  | Yamaha          | 43   |
| 6    | Chas Mortimer     | Yamaha          | 41   |
| 7    | John Dodds        | Yamaha          | 38   |
| 8    | Kent Andersson    | Yamaha          | 34   |
| 9    | Michel Rougerie   | Harley-Davidson | 21   |
| 10   | Mick Grant        | Yamaha          | 18   |
|      | Pentti Korhonen   | Yamaha          | 18   |
| 12   | Helmut Kassner    | Yamaha          | 15   |
|      | Charlie Williams  | Yamaha          | 15   |
| 14   | Tom Herron        | Yamaha          | 14   |
| 15   | Hans Mühlebach    | Yamaha          | 13   |
| 16   | Horst Lahfeld     | Yamaha          | 12   |
| 17   | Rolf Minhoff      | Maico           | 11   |
| 18   | Víctor Palomo     | Yamaha          | 11   |
| 19   | Harry Hoffmann    | Yamaha          | 10   |
|      | Kenny Roberts     | Yamaha          | 10   |
| 21   | Tony Rutter       | Yamaha          | 10   |
| 22   | Fritz Reitmaier   | Yamaha          | 8    |
|      | Giovanni Proni    | Yamaha          | 8    |

| Pos. | Coureur                | Motorfiets | Ptn. |
| ---- | ---------------------- | ---------- | ---- |
| 24   | Olivier Chevallier     | Yamaha     | 7    |
|      | Matti Salonen          | Yamaha     | 7    |
| 26   | János Reisz            | Yamaha     | 6    |
| 27   | Tapio Virtanen         | Yamaha     | 6    |
| 28   | Alfred Heck            | Yamaha     | 5    |
|      | Armando Toracca        | Yamaha     | 5    |
|      | Peter McKinley         | Yamaha     | 5    |
| 31   | Reinhard Scholtis      | Yamaha     | 4    |
|      | Ian Richards           | Yamaha     | 4    |
|      | Jean-Louis Guignabodet | Yamaha     | 4    |
| 34   | Thierry Tchernine      | Yamaha     | 4    |
| 35   | Heinz Kittler          | Yamaha     | 3    |
|      | Gerry Mateer           | Yamaha     | 3    |
|      | Paolo Pileri           | Yamaha     | 3    |
| 38   | German Förderer        | Yamaha     | 2    |
|      | Brian Warburton        | Yamaha     | 2    |
|      | Adrie van den Broeke   | Yamaha     | 2    |
|      | John Williams          | Yamaha     | 2    |
|      | Alex George            | Yamaha     | 2    |
| 43   | Leif Gustafsson        | Yamaha     | 2    |
| 44   | Jean-Paul Boinet       | Yamaha     | 1    |
|      | Barry Randle           | Yamaha     | 1    |
|      | Kjell Solberg          | Yamaha     | 1    |

(Punten tussen haakjes zijn inclusief streepresultaten)

### Constructeurstitel 250cc-klasse
| Pos. | Constructeur          | Ptn.     |
| ---- | --------------------- | -------- |
| 1    | Yamaha                | 87 (133) |
| 2    | Harley-Davidson       | 78       |
| 3    | Dugdale Maxton Yamaha | 15       |
| 4    | Danfay Maxton Yamaha  | 10       |

(Punten tussen haakjes zijn inclusief streepresultaten)

## 125cc-klasse
In de 125cc-klasse kreeg Yamaha weinig tegenstand, hoewel die misschien wel verwacht werd van Ángel Nieto, die na zijn teleurstellende jaar bij Morbidelli weer terug was gegaan naar het team van Derbi. Kent Andersson concentreerde zich bijna helemaal op deze klasse en won vijf van de tien races. 
Frankrijk, Clermont-Ferrand
In Frankrijk leek het in de 125cc-race aanvankelijk een strijd tussen de Yamaha-rijders Kent Andersson en Bruno Kneubühler te worden, maar na ongeveer vijf ronden begon Andersson toch duidelijk weg te lopen van zijn concurrent. Otello Buscherini werd met zijn Malanca derde. 
Duitsland, Nordschleife
In Duitsland staakten de topcoureurs waardoor enkele onbekende Duitsers de race onder elkaar konden beslissen. Fritz Reitmaier (Maico) won, Wolfgang Rubel (Maico) werd tweede en Hans-Joachim Dittberner (Maico) werd derde.
Oostenrijk, Salzburgring
In Oostenrijk regende het, maar verder verliep de Grand Prix daar vlekkeloos. In de 125cc-race liep de Derbi van Ángel Nieto beter dan in Frankrijk en samen met Kent Andersson zette hij het hele veld op een ronde. In de laatste ronde probeerde Nieto Andersson in te halen, maar daarbij viel hij. Hij had tijd genoeg om zijn machine weer op te rapen en alsnog tweede te worden, vóór Otello Buscherini. 
Nations GP, Imola
Buscherini had de snelste trainingstijd in Imola. Kent Andersson viel al in de eerste ronde, maar in Imola was de organisatie na de perikelen in Duitsland niet over één nacht ijs gegaan: vier rijen strobalen zorgden dat hij meteen weer kon opstappen. Nieto reed schijnbaar onbedreigd aan de leiding, maar werd wel nog door een Italiaanse achterblijver van de baan gedrukt. Hij won desondanks. Bruno Kneubühler lag tweede toen hij een vastloper kreeg en vervolgens ging het big-end lager van de Bridgestone van Henk van Kessel stuk, zodat ook hij de tweede plaats moest prijsgeven. Andersson had er geen gras over laten groeien, had bijna het hele veld ingehaald en werd tweede. Omdat ook Buscherini met problemen de pit had opgezocht werd Pier Paolo Bianchi met de Minarelli derde en haalde daarmee de enige 10 punten van het seizoen.
Nederland, Assen
In Assen moest het tot een duel tussen Nieto en Andersson komen, maar die laatste had last van een keelontsteking en was dus niet fit. Nieto had de snelste trainingstijd, maar Bruno Kneubühler was slechts 0,1 seconde langzamer. Bij de start was Andersson ondanks alles samen met Harold Bartol (Suzuki) als eerste weg, maar na de eerste ronde leidde Paolo Pileri, wiens Morbidelli nu door Jorg Möller verbeterd was. Daar achter zaten Nieto, Andersson en Kneubühler. Kneubühler wist zich van de groep los te rijden, achtervolgd door Nieto, die daarbij het ronderecord brak. Kort daarna viel hij echter, terwijl Pileri door een kapotte versnellingsbak uitviel. Kneubühler liep steeds verder weg van Andersson, die bedreigd werd door de snel opkomende Buscherini. Uiteindelijk won Kneubühler, maar Buscherini wist Andersson met 1½ seconde te verslaan. 
België, Spa-Francorchamps
In België vormde zich al in de eerste ronde een kopgroep met Ángel Nieto, Bruno Kneubühler en Kent Andersson. Zij bleven tot de finish samen, waarbij regelmatig van positie gewisseld werd. In de laatste ronde wist Nieto zich tussen Andersson en Kneubühler te rijden. Bij de La Source haarspeldbocht wrong hij zijn machine naast die van Andersson, die daardoor naar buiten werd gedwongen en zijn gas even moest afsluiten. Daardoor won Nieto met 0,6 seconde voorsprong. 
Zweden, Anderstorp
Kent Andersson won zijn thuisrace helemaal onbedreigd. Henk van Kessel reed met de Bridgestone-Yamaha op de tweede plaats. Hij werd nog even bedreigd door Kneubühler, maar Van Kessel kon de aanval simpel afslaan door iets meer gas te geven. Hij werd tweede nadat hij de 50cc-race al gewonnen had. 
Tsjecho-Slowakije, Brno
Voor de start van de 125cc-race in Brno stonden teameigenaar Giancarlo Morbidelli en technicus Jorg Möller in het rennerskwartier te wachten op de ambulance die Paolo Pileri terug zou brengen, nadat hij in de 250cc-race gevallen was. Pileri stond intussen bij de uitgang van het rennerskwartier op zijn 125cc-machine te wachten. Toen het misverstand was opgehelderd kon Pileri, die als snelste getraind had, zijn plaats op de eerste startrij innemen. Pileri was kennelijk niet onder de indruk van zijn val, want hij leidde de bijna de hele race, waarbij hij per ronde enkele meters wegliep van Kent Andersson. Tot de laatste ronde, toen de Morbidelli waarschijnlijk een vastloper kreeg vlak voor de finish. Andersson kon daardoor winnen, maar Pileri stepte de machine over de streep, nét voordat hij door Otello Buscherini zou worden ingehaald. Kent Andersson werd in Tsjecho-Slowakije wereldkampioen 125 cc.  
Joegoslavië, Opatija
Hoewel Pileri in de 125cc-race van Brno nog was gestart na zijn val in de 250cc-race, belette zijn blessure hem toch om ook in Opatija te verschijnen. Hij werd vervangen door Pier Paolo Bianchi. Die nam meteen de leiding, gevolgd door Buscherini, Claudio Lusuardi (Villa), Nieto en Andersson. Bianchi viel echter al in de eerste ronde uit. Hoewel Andersson alles in het werk stelde om Buscherini te grijpen, wist deze de race toch te winnen. Voorlopig althans, want na een protest van Andersson omdat de Malanca van Buscherini 7 versnellingen had (er waren er slechts 6 toegestaan) werd Buscherini gediskwalificeerd en was de eindstand 1: Andersson, 2: Nieto, 3: Van Kessel.
Spanje, Montjuïc
De Spaanse Grand Prix werd gewonnen door de thuisrijder Benjamin Grau (Derbi). De nam ook deel aan de 24-uursraces op Montjuïc Park en kende het circuit dus als zijn broekzak. Pier Paolo Bianchi lag tweede, maar verspeelde die plaats door een valpartij aan Otello Buscherini. Bruno Kneubühler werd derde. 

### Uitslagen 125cc-klasse
|    | Datum    | Race                     | Circuit                  | 1e               | 2e                | 3e                      | Poleposition      | Snelste ronde     |
| -- | -------- | ------------------------ | ------------------------ | ---------------- | ----------------- | ----------------------- | ----------------- | ----------------- |
| 1  | 21 april | GP van Frankrijk         | Clermont-Ferrand         | Kent Andersson   | Bruno Kneubühler  | Otello Buscherini       | Otello Buscherini | Otello Buscherini |
| 2  | 28 april | GP van Duitsland         | Nürburgring Nordschleife | Fritz Reitmaier  | Wolfgang Rubel    | Hans-Joachim Dittberner | niet toegekend    | Fritz Reitmaier   |
| 3  | 5 mei    | GP van Oostenrijk        | Salzburgring             | Kent Andersson   | Ángel Nieto       | Otello Buscherini       | Ángel Nieto       | Kent Andersson    |
| 4  | 19 mei   | GP der Naties            | Imola                    | Ángel Nieto      | Kent Andersson    | Pier Paolo Bianchi      | Otello Buscherini | Ángel Nieto       |
| 5  | 29 juni  | TT van Assen             | Assen                    | Bruno Kneubühler | Otello Buscherini | Kent Andersson          | Ángel Nieto       | Ángel Nieto       |
| 6  | 7 juli   | GP van België            | Spa-Francorchamps        | Ángel Nieto      | Kent Andersson    | Bruno Kneubühler        | Ángel Nieto       | Ángel Nieto       |
| 7  | 21 juli  | GP van Zweden            | Anderstorp               | Kent Andersson   | Henk van Kessel   | Bruno Kneubühler        | Kent Andersson    | Kent Andersson    |
| 8  | 25 aug.  | GP van Tsjecho-Slowakije | Masaryk-Ring             | Kent Andersson   | Paolo Pileri      | Otello Buscherini       | Paolo Pileri      | Paolo Pileri      |
| 9  | 8 sept.  | GP van Joegoslavië       | Opatija                  | Kent Andersson   | Ángel Nieto       | Henk van Kessel         | Kent Andersson    | Kent Andersson    |
| 10 | 22 sept. | GP van Spanje            | Montjuïc                 | Benjamín Grau    | Otello Buscherini | Bruno Kneubühler        | Kent Andersson    | Benjamín Grau     |

### Eindstand 125cc-klasse
| Pos. | Coureur                 | Motorfiets         | Ptn.     |
| ---- | ----------------------- | ------------------ | -------- |
| 1    | Kent Andersson          | Yamaha             | 87 (117) |
| 2    | Bruno Kneubühler        | Yamaha             | 63 (68)  |
| 3    | Ángel Nieto             | Derbi              | 60       |
| 4    | Otello Buscherini       | Malanca            | 60       |
| 5    | Henk van Kessel         | Bridgestone-Yamaha | 30       |
| 6    | Thierry Tchernine       | Yamaha             | 25       |
| 7    | Harald Bartol           | Suzuki             | 23       |
| 8    | Leif Gustafsson         | Maico              | 23       |
| 9    | Benjamín Grau           | Derbi              | 21       |
| 10   | Gert Bender             | Bender             | 20       |
| 11   | Rudolf Weiss            | Maico              | 16       |
| 12   | Pentti Salonen          | Yamaha             | 16       |
| 13   | Fritz Reitmaier         | Maico              | 15       |
| 14   | Matti Salonen           | Yamaha             | 13       |
| 15   | Wolfgang Rubel          | Maico              | 12       |
|      | Paolo Pileri            | Morbidelli         | 12       |
| 17   | Hans-Joachim Dittberner | Maico              | 10       |
|      | Pier Paolo Bianchi      | Minarelli          | 10       |
| 19   | Johann Zemsauer         | Rotax              | 10       |
| 20   | Eugenio Lazzarini       | Piovaticci         | 9        |
| 21   | Rolf Minhoff            | Maico              | 8        |
| 22   | Géza Repitz             | MZ                 | 6        |
|      | Lorenzo Ghiselli        | Harley-Davidson    | 6        |

| Pos. | Coureur                | Motorfiets  | Ptn. |
| ---- | ---------------------- | ----------- | ---- |
|      | Jos Schurgers          | Bridgestone | 6    |
| 25   | Aldo Pero              | Caremi      | 6    |
| 26   | Etienne Delamarre      | Yamaha      | 5    |
|      | Peter Rüttjeroth       | Maico       | 5    |
|      | Jürgen Lenk            | MZ          | 5    |
| 29   | Arnulf Teuchert        | Maico       | 4    |
|      | Lennart Lundgren       | Maico       | 4    |
|      | Jean-Louis Guignabodet | Yamaha      | 4    |
| 32   | Karel Gaber            | Maico       | 3    |
|      | Luciano Richetti       | Italjet     | 3    |
|      | Horst Seel             | Maico       | 3    |
|      | Matti Kinnunen         | Yamaha      | 3    |
|      | Peter Frohnmeyer       | Maico       | 3    |
| 37   | Maurice Maingret       | Yamaha      | 2    |
|      | Jaka Kopitar           | Maico       | 2    |
|      | Aart Valster           | Yamaha      | 2    |
|      | Roland Olsson          | Yamaha      | 2    |
|      | Hans-Jürgen Hummel     | Yamaha      | 2    |
| 42   | Hans Hallberg          | Yamaha      | 1    |
|      | Germano Zanetti        | DRS         | 1    |
|      | José Lazo              | MZ          | 1    |
|      | Ingemar Bengtsson      | Delta       | 1    |
|      | Gianni Ribuffo         | DRS         | 1    |

(Punten tussen haakjes zijn inclusief streepresultaten)

### Constructeurstitel 125cc-klasse
| Pos. | Constructeur | Ptn.     |
| ---- | ------------ | -------- |
| 1    | Yamaha       | 90 (124) |
| 2    | Derbi        | 75       |
| 3    | Malanca      | 60       |
| 4    | Maico        | 41 (48)  |
| 5    | Bridgestone  | 36       |
| 5    | Suzuki       | 23       |
| 5    | Morbidelli   | 12       |

(Punten tussen haakjes zijn inclusief streepresultaten)

## 50cc-klasse
Het Van Veen-Kreidler-team had Henk van Kessel en de jonge Belg Julien van Zeebroeck als coureurs aangetrokken, maar ze kregen technische hulp van de gestopte wereldkampioen Jan de Vries. Jamathi kende veel technische problemen waardoor de enige echte concurrentie van andere Kreidler-rijders kwam. Van Kessel won echter zes races en werd met overmacht wereldkampioen.
Frankrijk, Clermont-Ferrand
Henk van Kessel was met zijn Van Veen-Kreidler al in de trainingen van Frankrijk de snelste, en ondanks een moeizame start wist hij ook de 50cc-race te winnen. Rudolf Kunz (Kreidler) werd tweede en Otello Buscherini (Malanca) werd derde.
Duitsland, Nordschleife
In Duitsland staakten de topcoureurs waardoor enkele onbekende Duitsers de race onder elkaar konden beslissen. Ingo Emmerich (Kreidler) won, Arnulf Teuchert (Kreidler) werd tweede en Wolfgang Kolembeck (Kreidler) werd derde. 
Nations GP, Imola
In Imola won Henk van Kessel zonder problemen. Hij verbeterde zelfs het ronderecord. Jan Bruins reed met zijn Jamathi op de tweede plaats, maar werd ingehaald door Otello Buscherini. Die kreeg echter problemen omdat zijn uitlaat scheurde, waardoor Bruins toch nog tweede werd. Buscherini werd wel nog derde. 
Nederland, Assen
Henk van Kessel verstevigde in Assen zijn leidende positie, maar hij won zijn thuisrace niet. Dat deed Herbert Rittberger met zijn Kreidler. Het Jamathi-team miste in de trainingen vermogen en reisde 's nachts zelfs naar Breukelen om aan de machine van Jan Bruins te werken. Dat had kennelijk geholpen, want Bruins werd achter Van Kessel, die in de training voldoende vermogen had maar in de race niet, derde. Doordat de machine van Bruins in de training beter had gelopen had hij zijn gearing te lang gekozen en hij verloor 2 seconden per ronde op Rittberger.
België, Spa-Francorchamps
Jamathi had nog steeds grote problemen in de trainingen van België. De machine van Jan Bruins leverde op de rollenbank 2 pk meer dan die van vorig jaar, maar de rondetijden waren 20 seconden langzamer. Gerhard Thurow had de snelste trainingstijd, maar de favorieten kwamen helemaal niet op de eerste startrij, die verder werd bezet door Rudolf Kunz, Julien van Zeebroeck (Van Veen-Kreidler) en Herbert Rittberger. Jan Bruins deed het met de Jamathi op de vijfde startplaats nog beter dan Henk van Kessel. Van Kessel startte wel goed en vertrok als tweede achter Thurow. Van Kessel wist Thurow in de vierde ronde even te passeren, maar werd meteen teruggepakt. Van Kessel kreeg van zijn team niet door dat de laatste ronde was aangebroken en liet Thurow iets weglopen. In de laatste kilometers kreeg hij hem niet meer te pakken. Thurow won, Van Kessel werd tweede en Kunz werd derde nadat hij die positie de hele race onbedreigd had vastgehouden. 
Zweden, Anderstorp
In Zweden won Henk van Kessel eindelijk weer eens en daardoor groeiden zijn kansen op de wereldtitel uiteraard ook weer. Van Kessel startte wel slecht, waardoor Herbert Rittberger zeven ronden lang aan de leiding reed. Toen ging Van Kessel hem voorbij, maar Rittberger werd wel tweede, terwijl Julien van Zeebroeck derde werd. 
Finland, Imatra
Na zijn derde plaats in Zweden won Julien van Zeebroeck de 50cc-race in Finland. Van Zeebroeck startte als snelste, samen met Herbert Rittberger, Ulrich Graf en Hans-Jürgen Hummel. Henk van Kessel had intussen de nodige tegenwerking van de officials gehad. Eerst werd Jan de Vries niet tot het startveld toegelaten om hem te helpen, waardoor monteur Huub van Kessel zowel de machine van Henk als die van Julien van Zeebroeck moest verzorgen. In de bui vlak voor de start werd een verkeerde bougie gemonteerd en tot overmaat van ramp kreeg Henk zijn natte handschoenen niet snel genoeg aan. De starter wenste echter geen seconde te wachten en stuurde het veld weg, met Henk van Kessel helemaal achteraan. Gelukkig voor hem was ook zijn concurrent Gerhard Thurow slecht weg. Van Kessel viel al in de eerste ronde en scoorde geen punten. Dat opende mogelijkheden voor Rittberger, die er echter ook af viel. Uiteindelijk werd Rudolf Kunz tweede en Ulrich Graf derde.
Tsjecho-Slowakije, Brno
In Tsjecho-Slowakije leidde Henk van Kessel de race van start tot finish, maar hij riskeerde diskwalificatie door met beide armen in de lucht over de finish te gaan. Niemand protesteerde echter en zo werd hij de nieuwe wereldkampioen in de 50cc-klasse. Achter hem vochten Julien van Zeebroeck en Gerhard Thurow om de tweede plaats, tot Thurow een foutje maakte en van Zeebroeck moest laten gaan. Gerhard Thurow werd wel derde. 
Joegoslavië, Opatija
Bij de start van de 50cc-race in Opatija protesteerden de rijders tegen de door de startcommissaris opgelegde opwarmronde, die ze nota bene in 1973 onder dreiging van een boycot afgedwongen hadden. Dit keer hadden ze kennelijk geen rekening gehouden met 6 kilometer extra, waardoor ze bang waren zonder benzine te komen staan. Hoewel Henk van Kessel slechts de derde trainingstijd had gereden, nam hij al in de eerste ronde de leiding. Alleen Herbert Rittberger kon hem aanvankelijk nog volgen. Julien van Zeebroeck was slecht gestart maar wist eerst Rittberger en daarna Van Kessel te passeren. Hij moest dit echter bekopen met een onschuldige valpartij, waarbij hij zijn versnellingspook beschadigde. Van Kessel won alsnog de race voor Rittberger. Ulrich Graf werd derde.
Spanje, Montjuïc
In Spanje won Van Kessel met groot gemak, terwijl Herbert Rittberger er slechts met moeite in slaagde tweede te worden voor de opnieuw sterk rijdende Julien van Zeebroeck. 

### Uitslagen 50cc-klasse
|    | Datum    | Race                     | Circuit                  | 1e                   | 2e                   | 3e                   | Poleposition         | Snelste ronde        |
| -- | -------- | ------------------------ | ------------------------ | -------------------- | -------------------- | -------------------- | -------------------- | -------------------- |
| 1  | 21 april | GP van Frankrijk         | Clermont-Ferrand         | Henk van Kessel      | Rudolf Kunz          | Otello Buscherini    | Henk van Kessel      | Henk van Kessel      |
| 2  | 28 april | GP van Duitsland         | Nürburgring Nordschleife | Ingo Emmerich        | Arnulf Teuchert      | Wolfgang Golembeck   | niet toegekend       | Ingo Emmerich        |
| 3  | 19 mei   | GP der Naties            | Imola                    | Henk van Kessel      | Jan Bruins           | Otello Buscherini    | Henk van Kessel      | Henk van Kessel      |
| 4  | 29 juni  | TT van Assen             | Assen                    | Herbert Rittberger   | Henk van Kessel      | Jan Bruins           | Gerhard Thurow       | Herbert Rittberger   |
| 5  | 7 juli   | GP van België            | Spa-Francorchamps        | Gerhard Thurow       | Henk van Kessel      | Rudolf Kunz          | Gerhard Thurow       | Henk van Kessel      |
| 6  | 21 juli  | GP van Zweden            | Anderstorp               | Henk van Kessel      | Herbert Rittberger   | Julien van Zeebroeck | Henk van Kessel      | Henk van Kessel      |
| 7  | 28 juli  | GP van Finland           | Imatra                   | Julien van Zeebroeck | Rudolf Kunz          | Ulrich Graf          | Julien van Zeebroeck | Julien van Zeebroeck |
| 8  | 25 aug.  | GP van Tsjecho-Slowakije | Masaryk-Ring             | Henk van Kessel      | Julien van Zeebroeck | Gerhard Thurow       | Henk van Kessel      | Henk van Kessel      |
| 9  | 8 sept.  | GP van Joegoslavië       | Opatija                  | Henk van Kessel      | Herbert Rittberger   | Ulrich Graf          | Julien van Zeebroeck | Julien van Zeebroeck |
| 10 | 22 sept. | GP van Spanje            | Montjuïc                 | Henk van Kessel      | Herbert Rittberger   | Julien van Zeebroeck | Herbert Rittberger   | Julien van Zeebroeck |

### Eindstand 50cc-klasse
| Pos. | Coureur              | Motorfiets        | Ptn.     |
| ---- | -------------------- | ----------------- | -------- |
| 1    | Henk van Kessel      | Van Veen-Kreidler | 90 (114) |
| 2    | Herbert Rittberger   | Kreidler          | 65 (68)  |
| 3    | Julien van Zeebroeck | Van Veen-Kreidler | 59 (61)  |
| 4    | Gerhard Thurow       | Kreidler          | 57       |
| 5    | Rudolf Kunz          | Kreidler          | 52 (60)  |
| 6    | Ulrich Graf          | Kreidler          | 44 (49)  |
| 7    | Jan Bruins           | Jamathi           | 27       |
| 8    | Otello Buscherini    | Malanca           | 26       |
| 9    | Stefan Dörflinger    | Kreidler          | 25       |
| 10   | Jan Huberts          | Kreidler          | 25       |
| 11   | Theo Timmer          | Jamathi           | 17       |
| 12   | Ingo Emmerich        | Kreidler          | 15       |
| 13   | Hans-Jürgen Hummel   | Kreidler          | 14       |
| 14   | Arnulf Teuchert      | Kreidler          | 12       |
| 15   | Wolfgang Golembeck   | Kreidler          | 11       |
| 16   | Claudio Lusuardi     | Villa             | 10       |

| Pos. | Coureur                   | Motorfiets | Ptn. |
| ---- | ------------------------- | ---------- | ---- |
| 17   | Peter Rüttjeroth          | Kreidler   | 8    |
| 18   | Wolfgang Gedlich          | Kreidler   | 6    |
|      | Winfried Fries            | Kreidler   | 6    |
|      | Harald Bartol             | Kreidler   | 6    |
| 21   | Cees van Dongen           | Kreidler   | 5    |
| 22   | Rolf Blatter              | Kreidler   | 4    |
| 23   | Nico Polane               | Roton      | 3    |
|      | Wilhelm Werner            | Kreidler   | 3    |
| 25   | Günter Schirnhofer        | Kreidler   | 2    |
|      | Carlo Guerrini            | Ringhini   | 2    |
|      | Adam van de Draay         | Kreidler   | 2    |
|      | Robert Lavér              | Kreidler   | 2    |
|      | Luis Armando López Mateos | Derbi      | 2    |
| 30   | Ton Kooyman               | Hemeyla    | 1    |
|      | Leif Rosell               | Jamathi    | 1    |
|      | Norbert Peschke           | Kreidler   | 1    |

(Punten tussen haakjes zijn inclusief streepresultaten)

### Constructeurstitel 50cc-klasse
| Pos. | Constructeur      | Ptn.     |
| ---- | ----------------- | -------- |
| 1    | Kreidler          | 90 (114) |
| 2    | Jamathi           | 40       |
| 3    | Van Veen-Kreidler | 27       |
| 4    | Malanca           | 26       |
| 5    | Villa             | 10       |

(Punten tussen haakjes zijn inclusief streepresultaten)

## Zijspanklasse
In 1974 waren niet alleen de tweetaktmotoren weer sterker geworden, coureurs en constructeurs bouwden ook steeds meer hun eigen combinaties. Dieter Busch leverde monocoque-frames voor een aantal rijders en Rudi Kurth werkte hard aan de verbetering van zijn CAT-combinaties en verkocht er zelfs een aan Rolf Biland. De "Busch Spezial" BMW van Klaus Enders en Ralf Engelhardt bleek uiteindelijk het snelste, maar het verschil met de König van Werner Schwärzel was niet groot. 
Frankrijk, Clermont-Ferrand
In Frankrijk kwam Klaus Enders met zijn nieuwe "Busch Spezial" nog niet aan de start. Werner Schwärzel/Karl-Heinz Kleis reden met hun König tot de laatste ronde aan de leiding, maar toen hun machine op drie cilinders ging lopen werden ze ingehaald door de BMW van Siegfried Schauzu/Wolfgang Kalauch. Rudi Kurth en Dane Rowe waren na enkele jaren vol pech met hun CAT-Crescent eindelijk succesvol en werden derde.
Duitsland, Nordschleife
Omdat de zijspanrijders als enigen niet deelnamen aan de boycot van de Duitse Grand Prix, werd deze gewonnen door Schwärzel/Kleis. Enders/Engelhardt werden met de Busch-Spezial tweede en Schauzu/Kalauch werden derde. 
Oostenrijk, Salzburgring
Klaus Enders leidde de Oostenrijkse Grand Prix met een flinke voorsprong, maar op driekwart van de race viel hij uit. Achter hem was al een tijdje een strijd om de tweede plaats aan de gang, die nu om de overwinning ging. Uiteindelijk won Schauzu, werd Schwärzel tweede en de enige overgebleven fabrieksrijder voor BMW, Heinz Luthringshauser met Hermann Hahn derde. 
Nations GP, Imola
In Italië moest Klaus Enders eerst Rolf Steinhausen/Karl Scheurer en daarna Werner Schwärzel/Karl-Heinz Kleis inhalen, maar toen won hij voor het eerst met zijn vernieuwde Busch-Spezial BMW. Uiteindelijk werden Rolf Biland en Freddy Freiburghaus met een door Rudi Kurth geprepareerde CAT-Crescent tweede en Steinhausen/Scheurer derde. 
Isle of Man Sidecar TT, Snaefell Mountain Course
De Sidecar TT werd even geleid door Jeff Gawley en Kenny Birch met hun König, die ook de snelste ronde reden maar in de tweede ronde uitvielen. Toen nam Schauzu de leiding over, maar hij viel in de derde ronde uit. Onder de uitvallers waren ook Enders/Engelhardt en Steinhausen/Scheurer. Luthringshauser won de race, voor de combinaties van George O'Dell/Bill Boldison (König) en Dick Hawes/Eddie Kiff (Weslake). 
Nederland, Assen
In tegenstelling tot de solorijders mochten de zijspannen slicks gebruiken, maar na een klein buitje in Assen kregen ze van de technische commissie opdracht die te vervangen door profielbanden. Uiteindelijk onnodig, want het bleef de hele race droog. Voor de coureurs was het echter een groot probleem, want ze kregen er 15 minuten voor terwijl de meesten geen extra velgen hadden en dus alle banden opnieuw moesten monteren. Bovendien moest de gearing veranderd worden, wat voor de BMW coureurs het vervangen van de cardanaandrijving betekende. Veilig was de bandenwissel allerminst, want de profielbanden verloren op het droge asfalt hele stukken loopvlak. Schwärzel/Kleis hadden als snelste getraind en namen ook de leiding in de race, maar hun koppeling begon te slippen waardoor ze uiteindelijk een pitstop moesten maken. Enders/Engelhardt namen de kop over en wonnen vóór Steinhausen/Josef Huber en Schauzu/Kalauch. Schauzu had in de trainingen twee motorblokken opgeblazen en kreeg daarom een fabrieksblok van BMW, dat eigenlijk aan de gebroeders Michel en Serge Vanneste beloofd was.
België, Spa-Francorchamps
Hoewel Rolf Steinhausen in België als eerste vertrok, werd hij ingehaald door Klaus Enders. Steinhausen/Huber wisten echter goed bij de combinatie Enders/Engelhardt te blijven en wisten op de streep zelfs te winnen. Schwärzel/Kleis eindigden als derde. 
Tsjecho-Slowakije, Brno
Tsjecho-Slowakije was de laatste Grand Prix voor de zijspannen en hier zou dus ook de wereldtitel beslist worden. Er waren nog vier kanshebbers: Klaus Enders (die aan een tweede plaats genoeg had), Siegfried Schauzu, Werner Schwärzel, en Rolf Steinhausen. Die laatste moest al snel opgeven door een slippende koppeling. Enders stelde zich tevreden met het volgen van Schwärzel en gunde hem kennelijk de overwinning. Niemand kon deze twee combinaties volgen. Schauzu moest vechten om de derde plaats met de Zwitserse combinatie Willy Meier/Hansueli Gehrig (König), maar wisten dit gevecht toch te winnen. Klaus Enders en Ralf Engelhardt mochten zich voor de zesde keer wereldkampioen noemen. 

### Uitslagen zijspanklasse
|   | Datum    | Race                     | Circuit                  | 1e                                   | 2e                                  | 3e                                   | Poleposition                         | Snelste ronde                        |
| - | -------- | ------------------------ | ------------------------ | ------------------------------------ | ----------------------------------- | ------------------------------------ | ------------------------------------ | ------------------------------------ |
| 1 | 21 april | GP van Frankrijk         | Clermont-Ferrand         | Siegfried Schauzu / Wolfgang Kalauch | Werner Schwärzel / Karl-Heinz Kleis | Rudi Kurth / Dane Rowe               | Siegfried Schauzu / Wolfgang Kalauch | Werner Schwärzel / Karl-Heinz Kleis  |
| 2 | 28 april | GP van Duitsland         | Nürburgring Nordschleife | Werner Schwärzel / Karl-Heinz Kleis  | Klaus Enders / Ralf Engelhardt      | Siegfried Schauzu / Wolfgang Kalauch | Werner Schwärzel / Karl-Heinz Kleis  | Werner Schwärzel / Karl-Heinz Kleis  |
| 3 | 5 mei    | GP van Oostenrijk        | Salzburgring             | Siegfried Schauzu / Wolfgang Kalauch | Werner Schwärzel / Karl-Heinz Kleis | Heinz Luthringshauser / Hermann Hahn | Werner Schwärzel / Karl-Heinz Kleis  | Siegfried Schauzu / Wolfgang Kalauch |
| 4 | 19 mei   | GP der Naties            | Imola                    | Klaus Enders / Ralf Engelhardt       | Rolf Biland / Freddy Freiburghaus   | Rolf Steinhausen / Karl Scheurer     | Werner Schwärzel / Karl-Heinz Kleis  | Werner Schwärzel / Karl-Heinz Kleis  |
| 5 | 5-6 juni | Isle of Man TT           | Mountain Course          | Heinz Luthringshauser / Hermann Hahn | George O'Dell / Bill Boldison       | Malcolm Hobson / Jack Armstrong      | Klaus Enders / Ralf Engelhardt       | Jeff Gawley / Kenny Birch            |
| 6 | 29 juni  | TT van Assen             | Assen                    | Klaus Enders / Ralf Engelhardt       | Rolf Steinhausen / Josef Huber      | Siegfried Schauzu / Wolfgang Kalauch | Werner Schwärzel / Karl-Heinz Kleis  | Klaus Enders / Ralf Engelhardt       |
| 7 | 7 juli   | GP van België            | Spa-Francorchamps        | Rolf Steinhausen / Josef Huber       | Klaus Enders / Ralf Engelhardt      | Werner Schwärzel / Karl-Heinz Kleis  | Werner Schwärzel / Karl-Heinz Kleis  | Klaus Enders / Ralf Engelhardt       |
| 8 | 25 aug.  | GP van Tsjecho-Slowakije | Masaryk-Ring             | Werner Schwärzel / Karl-Heinz Kleis  | Klaus Enders / Ralf Engelhardt      | Siegfried Schauzu / Wolfgang Kalauch | Werner Schwärzel / Karl-Heinz Kleis  | Klaus Enders / Ralf Engelhardt       |

### Eindstand zijspanklasse
| Pos. | Coureur               | Bakkenist                          | Motorfiets        | Ptn.    |
| ---- | --------------------- | ---------------------------------- | ----------------- | ------- |
| 1    | Klaus Enders          | Ralf Engelhardt                    | Busch Spezial BMW | 66      |
| 2    | Werner Schwärzel      | Karl-Heinz Kleis                   | König             | 64 (70) |
| 3    | Siegfried Schauzu     | Wolfgang Kalauch                   | BMW               | 60 (70) |
| 4    | Rolf Steinhausen      | Karl Scheurer en Josef Huber       | König             | 45      |
| 5    | Heinz Luthringshauser | Hermann Hahn                       | BMW               | 45 (50) |
| 6    | Richard Wegener       | Derek Jacobson                     | BMW               | 22      |
| 7    | Otto Haller           | Erich Haselbeck                    | BMW               | 21      |
| 8    | Gustav Pape           | Franz Kallenberg en Erich Berghahn | BMW               | 18      |
| 9    | Rolf Biland           | Freddy Freiburghaus                | CAT-Crescent      | 15      |
| 10   | Rudi Kurth            | Dane Rowe                          | CAT-Crescent      | 15      |
| 11   | Siegfried Maier       | Gerhard Lehmann                    | BMW               | 14      |
| 12   | George O'Dell         | Bill Boldison                      | König             | 12      |
| 13   | Hanspeter Hubacher    | Kurt Huber                         | Yamaha            | 12      |
| 14   | Malcolm Hobson        | Jack Armstrong                     | Yamaha            | 10      |
| 15   | Egon Schons           | Karl Lauterbach en Horst Schons    | BMW               | 9       |
| 16   | Jeff Gawley           | Kenny Birch                        | König             | 8       |
|      | Dick Hawes            | Edwin Kiff                         | Weslake           | 8       |
|      | Mick Boddice          | David Loach                        | König             | 8       |
|      | Willy Meier           | Hansueli Gehrig                    | König             | 8       |
| 20   | Helmut Schilling      | Harald Mathews en Günter Maier     | BMW               | 7       |
| 21   | Dennis Keen           | Roland Worrall                     | König             | 6       |
|      | Trevor Ireson         | Gordon Hunt                        | König             | 6       |
| 23   | Bill Crook            | Stuart Collins                     | BSA               | 5       |
| 24   | Malcolm Aldrick       | Mick Skeels                        | Honda             | 4       |
|      | Michel Pourcelet      | Gérard Lecorre                     | BMW               | 4       |
| 26   | Ronald Perry          | Adrian Craig                       | BSA               | 3       |
| 27   | Herbert Prügl         | Johann Kußberger                   | Rotax             | 2       |
|      | Georges Rozez         | Serge van Humbeck                  | BMW               | 2       |
|      | Willy Emrich          | Norbert Wild                       | BMW               | 2       |
|      | Karl Venus            | Rainer Gundel                      | König             | 2       |
| 31   | Siegfried Zeh         | Jon Waters                         | König             | 1       |
|      | Roberto Ollearo       | Gianni Piero                       | Suzuki            | 1       |
|      | Richard Aldous        | Peter Lucock                       | Triumph           | 1       |
|      | Fritz Hänzi           | Erich Schmitz                      | BMW               | 1       |

(Punten tussen haakjes zijn inclusief streepresultaten)

### Constructeurstitel zijspanklasse
| Pos. | Constructeur | Ptn.     |
| ---- | ------------ | -------- |
| 1    | König        | 69 (103) |
| 2    | BMW          | 67 (95)  |
| 3    | CAT          | 27       |

(Punten tussen haakjes zijn inclusief streepresultaten)